# Скейтбординг

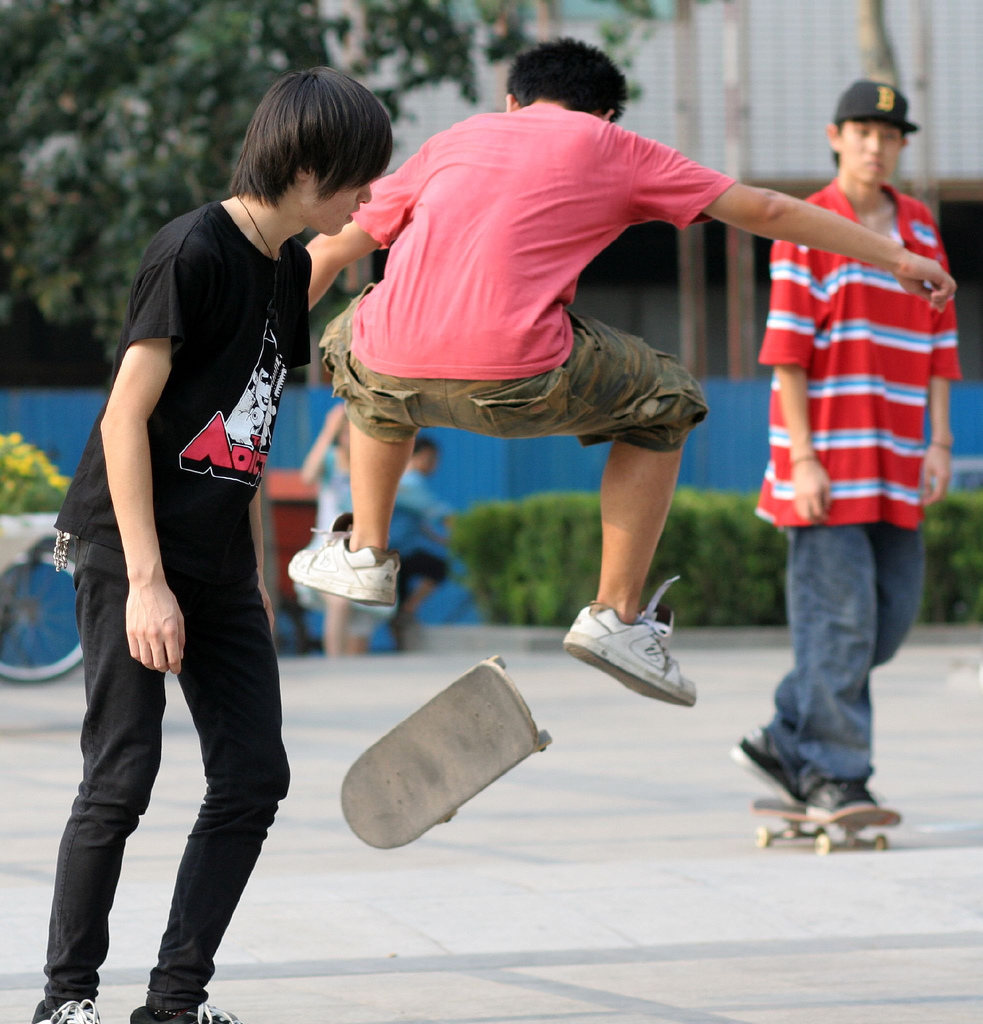
Скейтери в Пекіні

Скейтбординг (англ. skateboarding) — екстремальний вид спорту, що полягає в катанні, а також у виконанні різних трюків на скейтборді. Людину, яка займається скейтбордингом, називають скейтбордистом або скейтером.

## Історія скейтбордингу

### 1940-1960-і

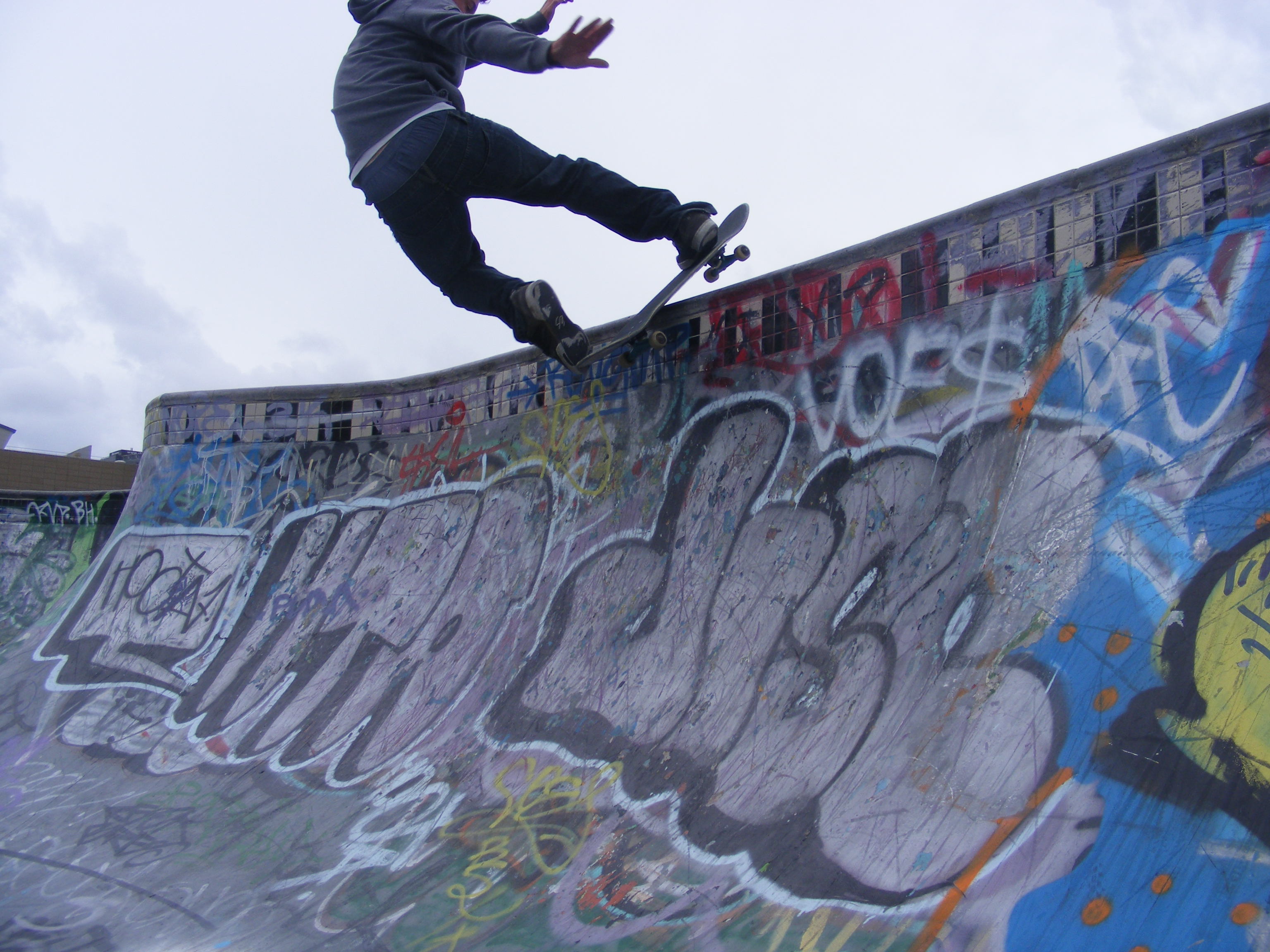
Скейтер виконує лип-трюк FS Rock and Roll. Веллінгтон, Нова Зеландія

Скейтбординг з'явився наприкінці 1930-х — початку 1950-х років, в середовищі каліфорнійських серферів, які не могли займатися серфінгом, коли не було хвиль. Першими скейтами були ящики та дошки з прикріпленими колесами. Пізніше ящики були замінені на дошки з спресованих шарів деревини — подібні на ті, які використовуються в наш час.
На початку 1960-х, виробники дощок для серфінгу починають випускати скейтборд. В цей же час, завдяки журналу Skateboarder Magazine, популярність скейтбордингу зросла. 1965 року було проведено кілька чемпіонатів. Але, вже до 1966 року популярність скейтбордингу впала та стала збільшуватися лише на початку 1970-х. Проте вже в середині 60-х і на початку 70-х почали розвиватися скейтбордні фірми, які мають сьогодні велику популярність (Vans, Burton).

### 1970-і
На початку 1970-х, Френк Несворті створює поліуретанові колеса. Завдяки таким їх властивостями, як покращене зчеплення з дорогою та легкість, популярність скейтбордингу різко збільшується. компанії починають випуск підвісок спеціально призначених для скейтбордингу. Деки стають ширше, досягаючи 10 дюймів (25,4 см), таким чином даючи скейтеру більше контролю над скейтом.
Виробники починають експериментувати з новими матеріалами для дек, такими як скловолокно і алюміній, але більшість грудня робляться з кленової фанери. Скейтери починають винаходити нові трюки. Також, каліфорнійські скейтери, серед яких Ty Page, Bruce Logan, Bobby Piercy, Kevin Reed, і команда Z-Boys, починають кататися в басейнах, порожніх через посухи 1976 року. Вони є першими, хто почав кататися в стилі верт.
Результатом верт-руху стала боротьба скейт-парків з високою відповідальністю, що призвело більшість з них до закриття. У відповідь на це, верт-скейтери почали будувати свої власні рампи, а фристайл-скейтери продовжували розвиватися в стилі Флетленд. Таким чином, до початку 1980-х років, популярність скейтбордингу знову знизилася.

### 1980-і

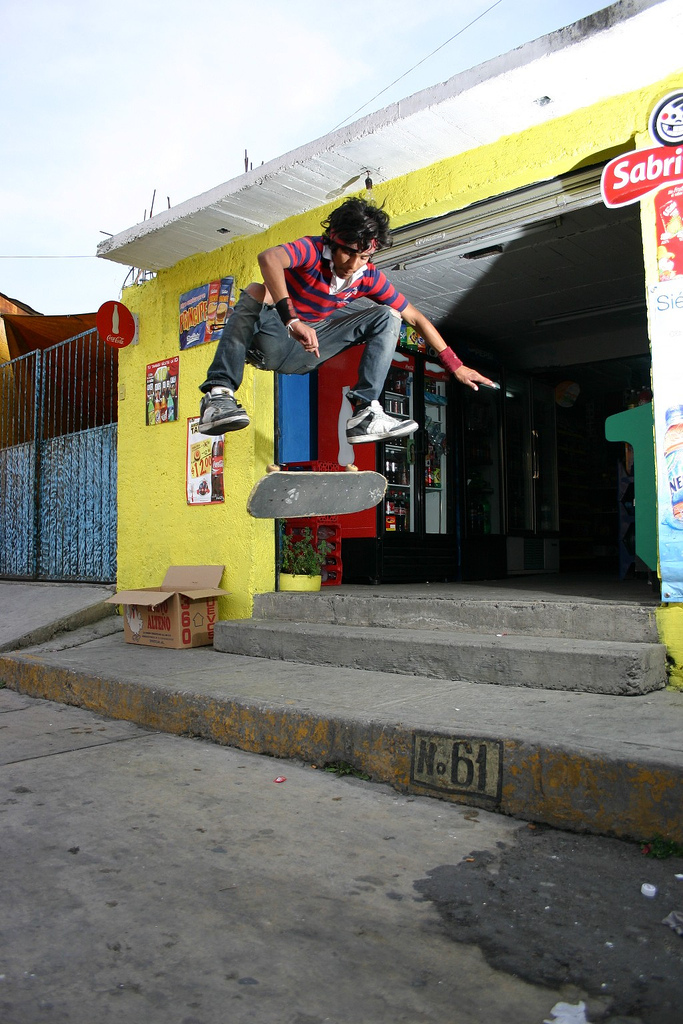
Скейтер виконує kickflip

Винахід Аланом Гелфанд стрибка без рук (пізніше названого ollie) в 1976 та розвиток греб-трюків Джорджом Ортон та Тоні Альвою, дозволило скейтерам виконувати трюки у вертикальних рампах. Але, оскільки більшість скейтерів в той час не мали доступу до рамп і не могли собі дозволити власні рампи, стріт-стиль завоював популярність. Одним з піонерів стилю стріт став Родні Маллен, який винайшов багато сучасних трюків, як-от impossible та kickflip.
Вплив фрістайлу на стріт став помітним з середини 80-х, але скейти все ще залишалися призначеними для стилю верт: широкі деки з вузькою носовою частиною та великими м'якими колесами. Проте, наприкінці 80-х скейтбординг швидко розвивався. Через малу кількість скейт-парків, скейтери почали кататися в торгових центрах. Це призвело до неприязні суспільства до скейтбордингу, судових позовів до скейтерів та заборони катання в громадських місцях.

### 1990-і— нині
Останнім часом більшість скейтерів катаються в стилі стріт, тому скейти зазнали змін. Їх довжина становить від 30 (76,2 см) до 32 дюймів (81,28 см), ширина — від 7 до 8,6 дюймів. Але бувають та виняток, як в меншу сторону, так і в більшу. Наприклад, випускаються скейтборди шириною в 6 дюймів, призначені для дітей, або дошки шириною 9 і навіть 9,5 дюймів, так звані круйзерні дошки, але вони виготовляються в традиційному виконанні, тобто у формі «рибки». У більшості на них катаються в пулах та рампах, але є люди, яким зручно кататися на таких в стрите. Колеса роблять з дуже твердого поліуретану, з твердістю приблизно 99А, але їх розмір зменшений, що робить скейтборд легше та полегшує виконання трюків. Скейтборд симетричний, відносно вузький, з округленими краями. Ця форма сформувалася на основі скейтів для фрістайлу та стала стандартом з середини 1990-х. Також бувають скейтборд та інших форм, зазвичай вони колекційні і не призначені для катання.

## Види і будова скейтборду

### Дека
Дошка скейтборду називається декою. Її загнуті кінці називаються ноуз (nose) і Тейл (tail) -перед і зад відповідно. Дека виготовляється з певної кількості шарів клена (найчастіше-7, рідше поширені 9-шарові, ще рідше-6-шарові) сильно спресованих та склеєних один між одним. Деякі деки знизу мають і ще один додаткової пластиковий шар (слик), необхідний для ковзання по перилах. Від якості клею залежить те, наскільки швидко дека почне розшаровуватися. Довжина деки в середньому — 80 сантиметрів. Її ширина буває різною-від 19 до 21. На вузьких дошках легше закручуються трюки (фліпи). На широкі деки зручніше приземлятися після вдало виконаного трюку. Також у грудні є так званий конкейв (concave) -це бічні загини, що полегшують виконання вище згаданих фліпів. Глибина цих загинів так само різниться від дошки до дошки. Кожна дошка має різну пружність, що впливає на висоту стрибка на ній (при виконанні будь-якого трюку робиться т. зв. «Клацання» краєм дошки об землю, внаслідок чого дошка як би пружинить від землі). Найпопулярніші та надійні фірми: Zero, Toy Machine, Zoo York, Santa Cruz, Element, Baker, World Industries та багато інших.

### гріптейп (англ.griptape)
На деку клеїться шкурка-гріптейпу (griptape). Це звичайний наждачний папір, лише більш стійкий до зносу і на самоклеючій основі. Необхідний він, для збільшення зчеплення підошви кед із дошкою, підвищувального контролю при виконанні трюків. Фірми: Jesup Griptape, Grizzly, M.O.B, Shake Junt, Mouse, Diamond, Lucky, Black Magic…

### Підвіски
До деки знизу прикручуються підвіски-траки (trucks). між декою та траками зазвичай кладуться гумки, що захищають деку від навантаження. Підвіски розрізняються своєю вагою та міцністю. Природно, чим товще будуть підвіски, тим міцніше, але і вага скейтборду буде більше. Переважно дотримуватися одне нехитре правило при зборі свого скейтборду: важливо підбирати траки так, щоб колеса перебували повністю під дошкою і не стирчали збоку. Найпоширеніші фірми: Krux, Independent, Bullet. На підвіски скейтборду надягають колеса.

### Колеса
Колеса розрізняються по діаметру та жорсткості. Від діаметра залежить максимальна швидкість і " прохідність " дошки: тріщини на асфальті, невеликі камені, стики плит — легше проїхати з великими колесами (від 62 до 99мм). Пропорційно збільшується і вага дошки, що впливає на нюанси катання. Паркові колеса (52 — 60мм) ідеальні для « агресивного» стилю катання та більше рівній поверхні. М'які колеса погано тримають швидкість, але на них приємно їздити, вони передають менше вібрацій та управляти скейтом на таких колесах легше. Хоча вищий коефіцієнт зчеплення м'яких коліс має і зворотний бік-через тертя вони швидше зношуються, та й набрана швидкість швидко падає. Жорсткі-навпаки, добре тримають швидкість, але їздити на них не дуже-то приємно-Скейтборд сильно вібрує. Тому м'які колеса найкраще брати для катання на вулиці або в парку, а жорсткі — для катання в рампі.

### Підшипники
З обох сторін кожного колеса розташовані поглиблення, призначені для установки в них підшипників. В індустрії скейтбордингу використовуються підшипники стандарту ABEC. Вища якість підшипників дозволяє довше зберігати інерцію руху після поштовху, а так само полегшує набір швидкості.

## Стійки
Стійка (англ. stance — стійка, положення) — позиція з якої виконується трюк. Основна (базова) стійка залежить від індивідуального зручності переміщення лівим/правимбоком вперед та використаннязадньоїноги, як щелчкової при стрибку.
Основні:
- goofy (англ. жарг. — нетямущий, дурний) — стійка, в якій ліва нога є задньою (толчковой).
- regular (англ. — звичайний, нормальний) — стійка, в якій права нога є задньою (толчковой).
- монго — стійка, в якій передня нога є толчковой, а задня щелчковой.
- switch (англ. —в знач. навпаки, перемикання) — стійка, в якій передня та толчковая ноги міняються місцями.

Використовувані лише при виконанні трюків:
- nollie stance — стійка, в якій передня нога ставиться на ніс і виступає в ролі щелчковой.
- fakie — стійка, по-суті, є nollie switch stance/рухом спиною вперед у звичайній стійці.

## Види трюків

### Ollie
Ollie — базовий трюк сучасної школи скейтбордингу, що полягає у піднятті дошки в повітря без допомоги рук. Інтуїтивно не зрозумілий, що викликає труднощі в освоєнні. При великій кількості практики, розуміння приходить неодмінно. Стабільність та висота виконання зростають з часом.
Nollie — той же стрибок, але виконуваний з клацанням вперед з основної стійки.

### Фліп

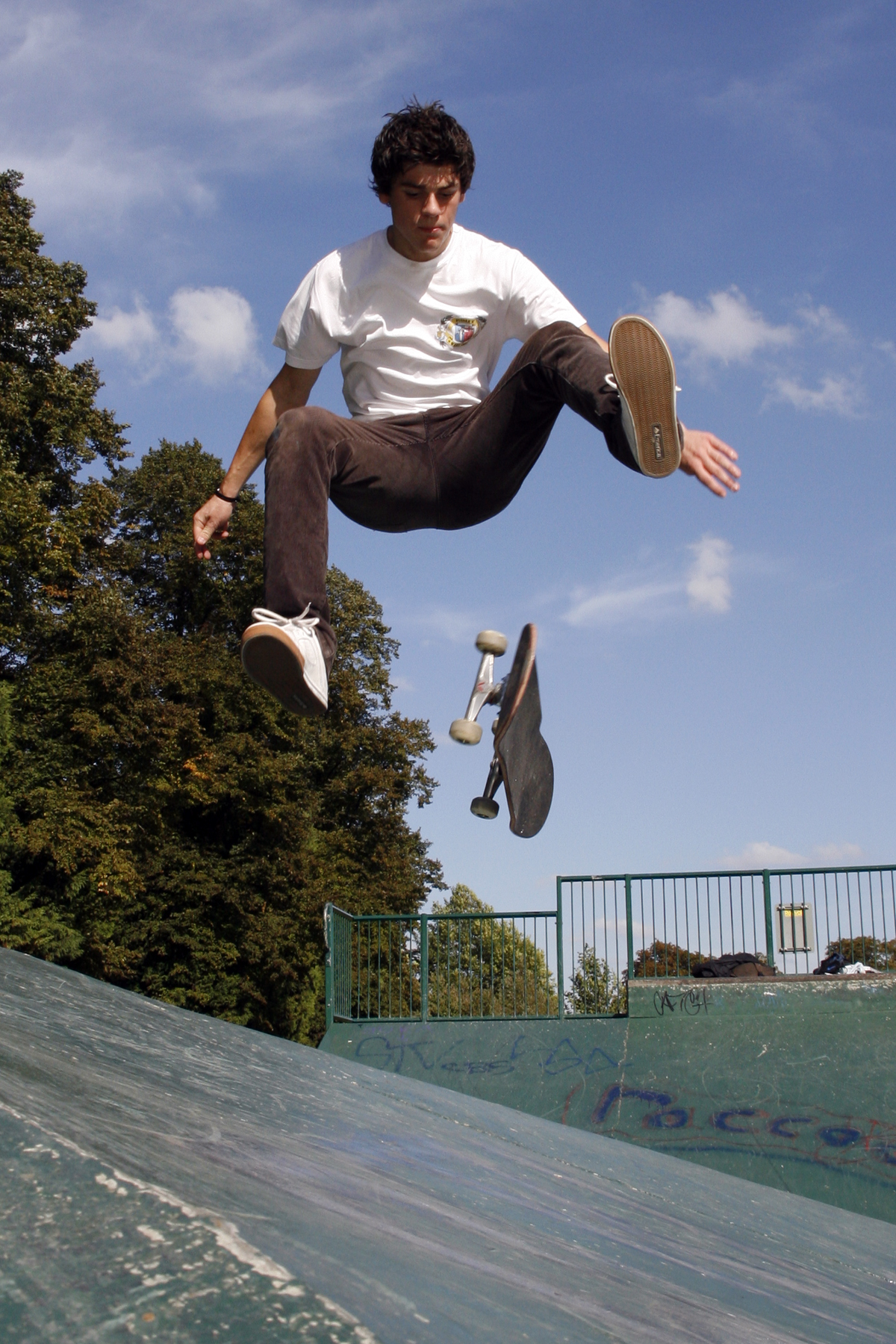
Приклад фліп-трюку

фліпи (англ. flip — переворот) — трюки, що додають до Ollie додання дошці обертання в одній або декількох площинах, що поєднують різні комбінації.

### Греби
Греби (англ. grab — захоплювати) — вид трюків, в яких скейтер виконує захоплення скейта руками.

### грайндитаСлайди
Слайди (англ. slide) та грайнди (англ. grind) — види трюків, в яких скейтер виконує ковзання на якому-небудь предметі. Грайнди — ковзання на підвісці, слайди — ковзання на дошці.

### Менуали
Менуал (англ. manual) — трюк, що полягає в балансуванні на одного з колісних осей скейтборду.

### Липи, Стели, стенди
Липи (англ. lip), Стели (англ. stall), стенди (англ. stand) — види трюків, в яких скейтер утримує рівновагу на краю рамп, бордюрів, Рейлі, стоячи на дошці, траках, одній нозі (Boneless) або власних руках/руці.

## Стилі катання

### Флетграунд
Флеетгаунд (англ. flatland; flat — рівний, land — земля) — стиль, в якому трюки виконуються на рівних поверхнях (таких як асфальт, гранітні плити) без перешкод.

### Стріт
Стріт (англ. street) — стиль, в якому трюки виконуються на вулиці. У ньому використовуються такі перешкоди, як сходи, бордюри, карнизи, поручні.

### Фристайл
Фрістайл (англ. freestyle) — стиль, в якому трюки робляться лише на площині. Був поширений в 70 — 80-х роках.

### Верт
Верт (англ. vert, від англ. vertical — вертикальний) — стиль, в якому всі трюки виконуються на рампі.

### Парк
Парк — стиль, в якому трюки виконуються в спеціально побудованих парках — на рампах. Скейт-парк може імітувати такі перешкоди як бордюри, сходи, поручні і ін.

## Музика
Скейтбординг породив новий піджанр панк-року, званий скейт-панк (англ. Skate punk).

## Відеоігри
- Tony Hawk's Pro Skater (1999)
- Tony Hawk's Pro Skater 2 (2000)
- Skate (2007)